# Francis Bicknell Carpenter

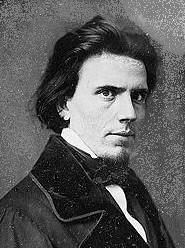
Francis Bicknell Carpenter

Francis Bicknell Carpenter (* 6. August 1830 in Homer, New York; † 23. Mai 1900 in New York City) war ein US-amerikanischer Porträtmaler.

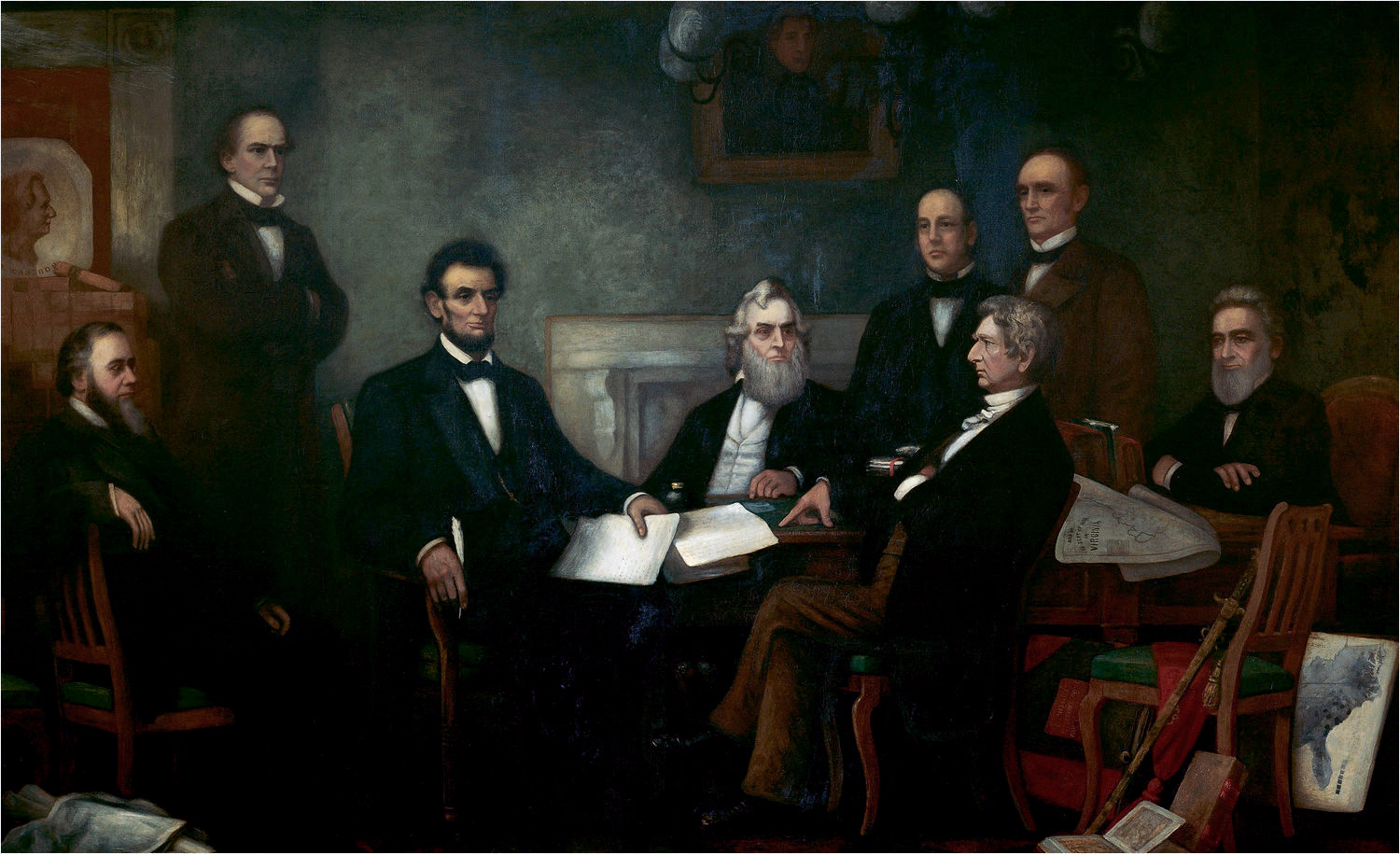
Erste Lesung der Emanzipations-Proklamation Abraham Lincolns (1864)

Carpenter zeigte schon früh ein großes Künstlertalent, wurde Schüler von Sandford Thayer, malte anfangs Porträts in seiner Heimatstadt und ließ sich 1851 in New York City nieder, wo er ein Jahr später als assoziiertes Mitglied (ANA) der National Academy of Design aufgenommen wurde. Außer einer zahllosen Menge von Porträts angesehener Personen in New York und anderen Städten malte er als sein größtes Werk die Proklamation der Sklavenemanzipation, das 1864 und 1865 großes Aufsehen erregte, charakteristisch in den einzelnen Figuren und Gruppen ist, aber als Ganzes des höheren idealen Schwunges entbehrt.